# Perscheloribates monttensis
Perscheloribates monttensis är en kvalsterart som först beskrevs av Hammer 1962.  Perscheloribates monttensis ingår i släktet Perscheloribates och familjen Scheloribatidae. Inga underarter finns listade i Catalogue of Life.